# 21-й отдельный моторизованный понтонно-мостовой батальон Южного фронта
21-й отдельный моторизованный понтонно-мостовой батальон — воинское подразделение в вооружённых силах СССР во время Великой Отечественной войны.

## История
Сформирован на базе 7-го отдельного понтонно-мостового батальона в 1941 году
В составе действующей армии с 24 июня 1941 по 30 марта 1943, с 4 июня 1943 по 1 июля 1943 и с 25 сентября 1943 по 23 сентября 1944 года.
На 22 июня 1941 года находится в распоряжении 18-й армии, дислоцируется в Хотине, с конца июня обеспечивает отступление войск армии, наводя переправы через реки Серет, Прут, Днестр, особенно отличился при переправе 4 июля 1941 года через Днестр, затем отступает за Днепр, также обеспечивая переправы.
На 14 июля 1942 года частью сил находится на Дону (Николаевская), частью в пути из Веселогорска к устью Северского Донца, с 23 июля 1941 года совместно с 19-м понтонно-мостовым батальоном наводит мосты на Дону на участке Аксайская, Ростов-на-Дону и обеспечивает переправу отступающих частей Южного фронта. С 10 июля 1942 года по 25 июля 1942 года потерял в личном составе 5 человек убитыми и 5 ранеными, пропавшими без вести - 45 человек, также потерял 3 автомобиля, парк понтонов Н2П, парк ДМП в связи с невозможностью эвакуации передан в 228-ю стрелковую дивизию в районе Гундаревской, мост из 12 понтонов в Николаевской подорван. Таким образом, в боях на Дону потерял большую часть военного имущества, и отступил на Кавказ.
В течение августа и почти всего сентября 1943 года восстанавливается и доукомплектовывается. Поступил вновь в действующую армию в конце сентября 1943 года к началу форсирования Днепра. С конца сентября обеспечивает переправу передовых частей 60-й армии в сорока километрах севернее Киева, севернее Ясногородки южнее устья Припяти в районе села Вышгород. В этих боях особенно отличился, внезапно переправив десант из передовых стрелковых частей, которые захватили плацдарм, и в течение 12 дней конца сентября - начала октября 1943 года обеспечивает переправу войск на плацдарм.
В марте 1944 года переброшен в Белоруссию и с этого времени являлся понтонно-мостовым батальоном 47-й армии, обеспечивал её наступательные действия в ходе Люблин-Брестской операции, наводил переправы через Западный Буг
23 сентября 1944 года под Варшавой переименован в 13-й отдельный моторизованный понтонно-мостовой батальон

## Полное наименование
- По Перечню № 27:

21-й отдельный моторизованный понтонно-мостовой батальон Южного, Закавказского, 1-го Украинского фронтов, 60-й, 47-й армии
- С регалиями

21-й отдельный моторизованный понтонно-мостовой Верхнеднепровский батальон

## Подчинение
| Подчинение по месяцам | Подчинение по месяцам    | Подчинение по месяцам | Подчинение по месяцам | Подчинение по месяцам |
| Дата                  | Фронт (округ)            | Армия                 | Корпус (группа)       | Примечания            |
| --------------------- | ------------------------ | --------------------- | --------------------- | --------------------- |
| 22 июня 1941 года     | Южный фронт              | 18-я армия            | -                     | -                     |
| 01 июля 1941 года     | Южный фронт              | 18-я армия            | -                     | -                     |
| 10 июля 1941 года     | Южный фронт              | 18-я армия            | -                     | -                     |
| 1 августа 1941 года   | Южный фронт              | 18-я армия            | -                     | -                     |
| 1 сентября 1941 года  | Южный фронт              | 18-я армия            | -                     | -                     |
| 1 октября 1941 года   | -                        | -                     | -                     | нет данных            |
| 1 ноября 1941 года    | -                        | -                     | -                     | нет данных            |
| 1 декабря 1941 года   | -                        | -                     | -                     | нет данных            |
| 1 января 1942 года    | Южный фронт              | -                     | -                     | —                     |
| 1 февраля 1942 года   | Южный фронт              | -                     | -                     | —                     |
| 1 марта 1942 года     | Южный фронт              | -                     | -                     | —                     |
| 1 апреля 1942 года    | Южный фронт              | -                     | -                     | —                     |
| 1 мая 1942 года       | Южный фронт              | -                     | -                     | —                     |
| 1 июня 1942 года      | Южный фронт              | -                     | -                     | —                     |
| 1 июля 1942 года      | Южный фронт              | -                     | -                     | —                     |
| 1 августа 1942 года   | Северо-Кавказский фронт  | -                     | -                     | —                     |
| 1 сентября 1942 года  | Закавказский фронт       | -                     | -                     | —                     |
| 1 октября 1942 года   | Закавказский фронт       | -                     | -                     | —                     |
| 1 ноября 1942 года    | Закавказский фронт       | -                     | -                     | —                     |
| 1 декабря 1942 года   | Ленинградский фронт      | 42-я армия            | -                     | —                     |
| 1 января 1943 года    | Закавказский фронт       | -                     | -                     | —                     |
| 1 февраля 1943 года   | Закавказский фронт       | -                     | -                     | —                     |
| 1 марта 1943 года     | Закавказский фронт       | -                     | -                     | —                     |
| 1 апреля 1943 года    | Закавказский фронт       | -                     | -                     | —                     |
| 1 мая 1943 года       | Закавказский фронт       | -                     | -                     | —                     |
| 1 июня 1943 года      | Закавказский фронт       | -                     | -                     | —                     |
| 1 июля 1943 года      | Закавказский фронт       | -                     | -                     | —                     |
| 1 августа 1943 года   | Московский военный округ | -                     | -                     | —                     |
| 1 сентября 1943 года  | Московский военный округ | -                     | -                     | —                     |
| 1 октября 1943 года   | Центральный фронт        | 60-я армия            | -                     | —                     |
| 1 ноября 1943 года    | 1-й Украинский фронт     | 60-я армия            | -                     | —                     |
| 1 декабря 1943 года   | 1-й Украинский фронт     | 60-я армия            | -                     | —                     |
| 1 января 1944 года    | 1-й Украинский фронт     | -                     | -                     | —                     |
| 1 февраля 1944 года   | 1-й Украинский фронт     | 27-я армия            | -                     | —                     |
| 1 марта 1944 года     | 2-й Украинский фронт     | 27-я армия            | -                     | —                     |
| 1 апреля 1944 года    | 2-й Белорусский фронт    | 47-я армия            | -                     | —                     |
| 1 мая 1944 года       | 1-й Белорусский фронт    | 47-я армия            | -                     | —                     |
| 1 июня 1944 года      | 1-й Белорусский фронт    | 47-я армия            | -                     | —                     |
| 1 июля 1944 года      | 1-й Белорусский фронт    | 47-я армия            | -                     | —                     |
| 1 августа 1944 года   | 1-й Белорусский фронт    | 47-я армия            | -                     | —                     |
| 1 сентября 1944 года  | 1-й Белорусский фронт    | 47-я армия            | -                     | —                     |

## Командиры
- капитан Овсянников
- капитан Криворучко

## Награды и наименования
| Награда             | Дата       | За что получена |
| ------------------- | ---------- | --------------- |
| «Верхнеднепровский» | 28.06.1944 |                 |

## Отличившиеся воины батальона
| Награда | Ф.И.О.                        | Должность                                          | Звание            | Дата       | Примечания |
| ------- | ----------------------------- | -------------------------------------------------- | ----------------- | ---------- | ---------- |
|         | Варфоломеев, Карп Петрович    | Понтонёр                                           | рядовой           | 17.10.1943 | -          |
|         | Культин, Фёдор Сергеевич      | Командир сапёрного отделения                       | сержант           | 17.10.1943 | -          |
|         | Лиховидов, Семён Фёдорович    | Командир понтонной роты                            | старший лейтенант | 17.10.1943 | -          |
|         | Немцев, Семён Иванович        | Командир взвода                                    | лейтенант         | 17.10.1943 | -          |
|         | Стадничук, Николай Михайлович | временно исполняющий должность командира батальона | старший лейтенант | 17.10.1943 | -          |